# Hakea epiglottis
Espèce
Classification phylogénétique
Hakea epiglottis est une plante buissonnante endémique de Tasmanie.
C'est généralement un arbuste atteignant une hauteur de 3 mètres, avec des feuilles qui font de 1,5 à 7,5 cm de long et 1 à 2 mm de large.  Les jeunes feuilles sont couvertes de poils de couleur rouille, ce qui distingue cette espèce du similaire Hakea megadenia.
Il en existe deux sous-espèces :
- Hakea épiglottis subsp. épiglottis
- Hakea épiglottis subsp. milliganii

L'espèce a été formellement décrite par Jacques Labillardière dans Novae Hollandiae Plantarum Specimen en 1805.

## Source
- (en) Cet article est partiellement ou en totalité issu de l’article de Wikipédia en anglais intitulé « Hakea epiglottis » (voir la liste des auteurs).